# Unione Sportiva Dilettantistica Gavorrano 2016-2017
Questa voce raccoglie le informazioni riguardanti l'Unione Sportiva Dilettantistica Gavorrano nelle competizioni ufficiali della stagione 2016-2017.

## Risultati

### Serie D

#### Poule scudetto
| Arbitro: | Cassella (Bra) |

|                           |           |                              |
| Marianeschi 24’ Brega 74’ | Marcatori | 6’, 49’ D'Angelo 11’ Cremona |

| Arbitro: | Mercenaro (Genova) |

|           |           |               |
| Broso 82’ | Marcatori | 31’ Rubechini |